# Хірян
Хірян (рум. Hirean) — село у повіті Бистриця-Несеуд в Румунії. Входить до складу комуни Мілаш.
Село розташоване на відстані 295 км на північний захід від Бухареста, 36 км на південь від Бистриці, 61 км на схід від Клуж-Напоки.

## Населення
Станом на 1 грудня 2021 року населення складало 46 осіб. За даними перепису населення 2002 року у селі проживали 84 особи, усі — румуни. Усі жителі села рідною мовою назвали румунську.